# Множественное гражданство

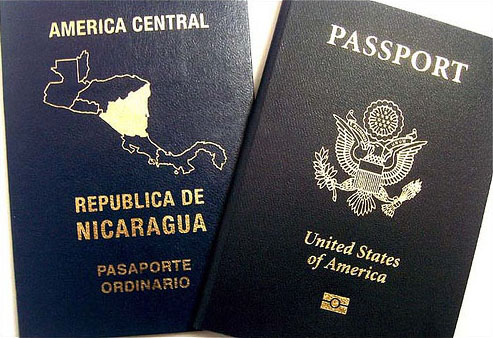
У человека двойное гражданство: Никарагуа и США

Мно́жественное гражда́нство — правовой статус человека (физического лица), которого одновременно более чем одно государство признаёт своим гражданином или подданным.

## История
В римском праве двойно́е гражда́нство или бипатри́зм (от лат. bis «дважды» + др.-греч. πατρίς род.п. πατρίδος «отечество; родина») — означало правовой статус физического лица, имеющего одновременно гражданство двух государств, при этом каждое из которых могло требовать от данного лица выполнения всех его гражданских обязанностей.
До конца XIX века власти многих государств произвольно решали, кого считать своими гражданами или подданными, и не признавали действительным имевшееся у них иное гражданство или подданство. Граждане многих стран также не имели права на отказ от гражданства без разрешения; право и политика в этой области по-прежнему в значительной мере основывались на феодальной концепции «вечной преданности» (англ. perpetual allegiance) подданного своему суверену. На практике это означало, что человек и тогда фактически мог быть гражданином или подданным нескольких государств одновременно, но ни одно из этих государств не признавало и не учитывало наличия гражданства (подданства) другого государства. Однако такое бывало редко, потому что в те времена доля мигрантов среди населения была несущественной. Только в позднее новое и раннее новейшее время количество натурализованных мигрантов, получивших гражданство не по рождению, стало значительным, и это иногда приводило к проблемам, когда государство прежнего гражданства эмигранта отказывалось признавать изменение гражданства или двойное гражданство, и требовало исполнения всех прежних обязанностей перед ним, включая военную службу. Самый известный пример такого рода — мобилизация Великобританией американских моряков на службу в британском военном флоте в 1812 году, ставшая одной из причин Англо-американской войны. Несмотря на утрату фактического контроля над своими североамериканскими колониями и образование независимых США, британские королевские власти продолжали считать американцев британского происхождения своими подданными.
Некоторые американские ирландцы, которые приехали в Ирландию и приняли участие в восстании фениев в 1867 году, были пойманы и осуждены за государственную измену, потому что власти их тоже считали подданными британской короны. Это возмутило многих этнических ирландцев — граждан США: американский закон о гражданстве, действовавший в то время, предусматривал такую же «вечную преданность», как и британский, и не давал никакого права на отказ от гражданства по собственному желанию. Чтобы разрешить эту коллизию, Конгресс США в 1868 году принял закон об отказе от гражданства (англ. Expatriation Act of 1868), давший каждому американцу право свободно отказаться от гражданства США. Вскоре подобный закон был принят и в Британии, а через несколько лет Британия подписала соглашение о том, что британские подданные, ставшие гражданами США, перестают быть британскими подданными.
Примерно в те же годы у США были дипломатические конфликты по подобным поводам и с несколькими другими странами Европы, которые пытались призвать в свои армии натурализованных американских граждан, когда те посещали страны своего прежнего гражданства. Но потом эти разногласия удалось урегулировать через заключение соглашений между США и теми государствами — «конвенций Банкрофта» (англ. Bancroft Treaties), по которым каждая сторона признавала право своих граждан на переход в гражданство другой стороны, и стала рассматривать принятие нового гражданства как отказ от прежнего.
В результате к концу XIX века прежние представления о врождённой и неизменяемой «вечной преданности» человека государству или государю уже не поддерживались властями и законами многих стран. Но и двойное гражданство практически никем не признавалось: почти все правительства полагали, что оно приводит только к дипломатическим проблемам, начали запрещать его и аннулировать гражданство тех, кто приобрёл иное гражданство.
Весной 1930 года на проводившейся Лигой Наций конференции по кодификации (англ. League of Nations Codification Conference) была предпринята попытка объединить национальные правовые нормы по вопросам гражданства в универсальный международный договор — Гаагскую конвенцию 1930 года (1930 Hague Convention), полностью отменявшую как двойное гражданство, так и возможность быть лицом без гражданства. Однако такой договорённости достичь не удалось, и тогда была принята Конвенция по некоторым вопросам конфликта национальных законодательств (англ. Convention on Certain Questions Relating to the Conflict of Nationality Laws), направленная на сокращение количества людей без гражданства или с двойным гражданством, но и эта конвенция в итоге была ратифицирована только двенадцатью государствами.
В середине XX века двойное гражданство было запрещено почти во всём мире, за немногими исключениями. Например, в ряде постановлений Верховного суда США было установлено, что американец, получивший по рождению гражданство другого государства, вправе сохранить это гражданство, не теряя гражданства США.
К концу двадцатого столетия отношение государства и общества к множественному гражданству постепенно становилось в целом более положительным. Многие страны ослабили ограничения двойного гражданства. В Великобритании это было сделано ещё в 1948 году через принятие британского национального закона (англ. British Nationality Act 1948). Верховный суд США в 1967 году решением по иску «Афройим против Раска» (англ. Afroyim v. Rusk) запретил лишать гражданства США человека, которому другое гражданство было предоставлено без его согласия, а «Закон о гражданстве Канады» (Canadian Citizenship Act), принятый в 1976 году, допускал двойное гражданство. В последующие годы увеличилось количество государств, признающих и допускающих множественное гражданство. Соглашение между странами Европы, ограничивающее двойное гражданство, не набрало необходимого количества подписантов, и в 1990-е годы утратило силу. Государства, из которых уехало много эмигрантов, начали разрешать множественное гражданство, чтобы сохранять связи со своими диаспорами.

## Общие положения

Статус двойного гражданства по странам:
Разрешено без ограничений
Допускается только в определённых случаях, либо запрещено
Отсутствуют национальные законы.

Каждая страна принимает свой закон о гражданстве, который может меняться со временем. Так, британское законодательство о гражданстве до 1982 года устанавливало, что каждый человек, родившийся на территории Соединённого Королевства, автоматически становится его гражданином; с 1983 года были введены ограничения на получение британского гражданства по рождению. Законы разных стран могут быть не согласованы друг с другом, в результате чего возникают ситуации, когда человек по рождению или без согласия приобретает гражданства нескольких государств одновременно, даже если в тех государствах множественное гражданство запрещено. Но в некоторых странах законодательство о гражданстве предусматривает разрешение подобных ситуаций, ставя приобретение своего гражданства в зависимость от наличия или получения другого гражданства, или устанавливая, что при вступлении в новое гражданство прежнее гражданство прекращается. Подобные коллизии могут возникать в случаях:
- приобретения гражданства по происхождению (jus sanguinis — «право крови»). В прежние времена гражданство/подданство обычно передавалось только по отцу, по прямой мужской линии, но сейчас в большинстве государств, применяющих «право крови», оно может наследоваться от любого из родителей, а в некоторых — также от бабушки или дедушки. В большинстве случаев, получение гражданства по этому праву не зависит от места и страны рождения ребёнка; достаточно, чтоб хотя бы один из родителей на момент рождения ребёнка имел гражданство этой страны, а иногда наследуется даже ранее бывшее гражданство;
- приобретения гражданства по месту рождения (jus soli — «право почвы»). Так, любой человек, родившийся на территории США, Канады и ряда стран Латинской Америки, имеет безусловное право на гражданство страны рождения, вне зависимости от гражданства его родителей и других обстоятельств. В ряде других стран «право почвы» ранее действовало, но затем было отменено, чтобы пресечь «родильный туризм»[англ.] — практику въезда беременных женщин с целью рождения ребёнка в «подходящей» стране. В Австралии, Франции, Германии, Ирландии, Новой Зеландии, ЮАР и Великобритании «право почвы» было изменено таким образом, что для получения гражданства по рождению на территориях этих стран стало требоваться гражданство, вид на жительство или законное проживание в течение нескольких лет хотя бы одного из родителей. Как правило, jus soli не применяется к детям иностранных дипломатов и других лиц, не находящихся в «юрисдикции почвы» (англ. jurisdiction of the soil). Иногда получить гражданство по «право почвы» можно и через длительное время после рождения — например, если один из родителей вступает в гражданство страны, его малолетние дети могут получить то же гражданство вместе с ним — автоматически или в упрощённом порядке;
- приобретения гражданства при вступлении в брак (jus matrimonii). Некоторые страны беспрепятственно предоставляют гражданство супругам своих граждан или сокращают сроки их натурализации, но лишь в немногих (например, в Иране) гражданство приобретается сразу же в день свадьбы или государственной регистрации брака[5]. Для предотвращения злоупотреблений в ряде стран, в том числе в РФ и США, приняты законы, препятствующие получению гражданства через фиктивный брак, в других (например, в Алжире) «супружеское» гражданство прекращается, если брак просуществовал менее определённого срока;
- приобретения гражданства по натурализации;
- приобретения гражданства приёмными детьми. Например, в США ребёнок из другой страны, усыновлённый американцами, автоматически становится гражданином США по завершении процедуры усыновления (удочерения), без прохождения обычных процедур натурализации и без необходимости прекращения прежнего гражданства ребёнка[6];
- упрощённого предоставления гражданства людям определённой национальности или религии. Например, Израиль предоставляет всем евреям право иммигрировать в страну и получить гражданство Израиля без обязательного отказа от прежнего гражданства, однако въезжать в эту страну её граждане должны только по израильским паспортам[7].
- приобретение гражданства по работе или службе (jus officii). Так, гражданство Ватикана предоставляется не по праву крови или почвы, а по службе на определённых должностях в Римско-Католической церкви. Его имеют Папа Римский, проживающие в Ватикане кардиналы, действующие сотрудники ватиканских дипломатических миссий, начальники ватиканских организаций и служб. При этом они одновременно могут быть или не быть гражданами других государств; множественное гражданство Ватиканом допускается. При уходе с должности, дающей право иметь гражданство Ватикана, это гражданство прекращается, и по наследству оно не передаётся. Если человек, утративший гражданство Ватикана, не имеет иного гражданства, он автоматически становится гражданином Италии, и не оказывается лицом без гражданства[8].

И сейчас некоторые государства могут не разрешать своим гражданам выход из гражданства или не признавать действительным самовольный отказ от гражданства. Государство, предоставляющее человеку новое гражданство, может требовать от него вместо официального оформления отказа от прежнего гражданства совершить иной акт отречения от преданности другим государствам. Председатель Верховного суда США Джон Ратледж постановил, что «человек может одновременно пользоваться правами гражданин двух государств», но в то же время США требуют от желающего получить гражданство в порядке натурализации дать присягу на верность (англ. Oath of Allegiance) и тем самым отречься от всей прежней «верности и преданности» любому другому государству или властителю — даже если государство прежнего гражданства натурализовавшегося американца не разрешает или не признаёт действительным это отречение. Например, Великобритания признаёт действительным только тот отказ от её гражданства, который был произведён в соответствующем органе британской власти, а не где-то ещё. Потому натурализовавшиеся в США британцы с точке зрения властей Великобритании остаются гражданами Соединённого Королевства даже после того, как они публично отреклись от верности этому королевству. Так же эмигрировавший в США из любой другой страны человек может на практике иметь два гражданства, продолжать пользоваться вытекающими из них правами и нести соответствующие обязанности — несмотря на то, что он явным образом в присутствие должностных лиц одной страны отказался от всякой правовой связи с другой страной.
Похожая правовая коллизия сложилась после перехода Крыма в состав Российской Федерацией в 2014 году. Постоянно проживавшие там граждане Украины, получившие российское гражданство в порядке оптации, не были должны обращаться к властями Украины с заявлениями об отказе от гражданства, а вместо этого могли подать властям РФ заявления о нежелании состоять в гражданстве иностранного государства — и после этого на территории России считаться исключительно её гражданами, не имеющими иностранного гражданства. Власти Украины не признали такой выход из гражданства действительным и законным и продолжали рассматривать этих людей как украинских граждан, несмотря на то, что в этой стране множественное гражданство в большинстве случаев запрещено (В 2025 году был принят закон, разрешающий множественное гражданство в Украине).
В отличие от второго гражданства, двойное гражданство разрешено иметь при наличии соответствующей договорной базы между странами. Государства исходят из базового принципа спящего гражданства, то есть рассматривают собственных граждан, обладающих также иным гражданством, исключительно как собственных граждан.
Так, например, статья 62 Конституции РФ устанавливает, что наличие у гражданина Российской Федерации гражданства иностранного государства не умаляет его прав и свобод и не освобождает от обязанностей, вытекающих из российского гражданства, если иное не предусмотрено федеральным законом или международным договором Российской Федерации. В соответствии со статьёй 16 Федерального закона от 27.07.2004 N 79-ФЗ «О государственной гражданской службе Российской Федерации», гражданин не может быть принят на гражданскую службу, а гражданский служащий не может находиться на гражданской службе в случае наличия гражданства другого государства (других государств), если иное не предусмотрено международным договором Российской Федерации. Заключаемыми государствами международными договорами о двойном гражданстве обычно предусматривается возможность приобретения и сохранения второго гражданства, а также разрешаются конфликтные ситуации, когда двумя государствами на лицо, рассматриваемое каждым исключительно в качестве собственного гражданина, возлагаются несовместимые обязанности.
В качестве общей формулы, используемой для разрешения конфликта, может использоваться признание обоими договаривающимися государствами за их гражданином прав и обязанностей, связанных только с одним из его гражданств. Так, например, Договором между Российской Федерацией и Республикой Таджикистан об урегулировании вопросов двойного гражданства от 7 сентября 1995 г. устанавливается, что если лицо, состоящее в гражданстве обеих Сторон и постоянно проживающее на территории одной из них, переезжает для постоянного проживания на территорию другой Стороны, то такое лицо осуществляет права и обязанности, вытекающие из гражданства этой другой Стороны, с момента приобретения им статуса постоянно проживающего на её территории. Лицо, состоящее в гражданстве обеих Сторон, постоянно проживающее на территории одной из Сторон, в полном объёме пользуется правами и свободами, а также несёт обязанности гражданина той Стороны, на территории которой оно постоянно проживает. Без ущерба для положений настоящего Договора лицо, состоящее в гражданстве обеих Сторон, не может одновременно осуществлять права и обязанности, вытекающие из гражданства обеих Сторон.

## Российская Федерация
Конституция РФ (ст. 62) допускает для своих граждан право иметь также гражданство иностранного государства. Приобретение гражданином РФ иного гражданства не влечёт за собой прекращение гражданства РФ.
Однако двойное гражданство в собственно юридическом смысле допускается только в соответствии с федеральным законом или международным договором. Следовательно, и иностранный гражданин может иметь одновременно российское гражданство на основе соответствующего международного договора (между данным государством и Российской Федерацией). Россию в настоящее время договор о двойном гражданстве связывает исключительно с Таджикистаном. Законопроект о двойном гражданстве между Украиной и Россией так и остался проектом, однако 24 апреля 2019 года Президент РФ В. В. Путин подписал «Указ об определении в гуманитарных целях категорий лиц, имеющих право обратиться с заявлениями о приёме в гражданство России в упрощённом порядке» для граждан Донецкой и Луганской областей Украины.
В России, в соответствии с Федеральным законом «О воинской обязанности и военной службе», граждане России, постоянно проживающие за рубежом, освобождены от воинского учёта.

## США
Соглашений о двойном гражданстве Соединённые Штаты не заключали ни с одним государством мира. Американские законы не запрещают иметь гражданство других государств, то есть гражданин США может стать гражданином любой страны, но американские власти этого не признают, рассматривая его только как гражданина США.
Некоторые получают его автоматически — если родились за рубежом от родителей, являющихся гражданами США, или от граждан другой страны, но на территории США. При этом граждане США могут сохранять имеющиеся у них гражданства, но на территории США пользоваться им не могут. Если человек обладает двумя гражданствами, одно из которых американское, он пользуется всеми правами и обязанностями американского гражданина — имеет право участвовать в выборах, обязан платить налоги в американскую казну. Те, кто становится гражданином США, должны дать клятву верности Соединённым Штатам. Эта клятва означает, что принёсший её уже отказался хранить верность другому государству, даже если продолжает оставаться его гражданином, и налагает ряд ограничений.
В частности, закон требует от американских граждан использовать паспорт США для въезда и выезда из Соединённых Штатов, однако для пребывания в другой стране использование иностранного паспорта не противоречит законодательству США.
Принесение клятвы гражданина США иногда рассматривается как отказ от прежнего гражданства. Однако, при вступлении в гражданство США не проводится проверка действительности отказа, например, не требуется сдавать старый паспорт. Следует учитывать, что в соответствии с нормами международного права (см. суверенитет) такая клятва сама по себе не создаёт новых прав и не отменяет старых обязательств гражданина в его отношениях со второй страной гражданства, что признаётся правоприменительными органами США.

## Другие государства
Двойное гражданство в международной практике других государств мира также не является распространённым. Как правило, оно применяется на основе особого договора между двумя странами, связанными историческими узами.
Договоры о двойном гражданстве действуют, в частности, между Великобританией и странами Британского содружества, между Францией и Канадой, Испанией и ибероамериканскими странами, Италией и Аргентиной, Португалией и Бразилией.
Ряд государств-метрополий в знак исполнения долга правопреемника признаёт двойное гражданство с независимыми государствами, входившими ранее в их состав, а в некоторых случаях продолжает считать своими гражданами. Например, в Великобритании граждане Ирландии до сих пор признаются британскими подданными, хотя Ирландия, много десятилетий существующая как суверенное, независимое государство, взаимностью Великобритании не отвечает. Граждане Испании имеют право получать гражданство латиноамериканских стран без потери своего испанского паспорта.
Два гражданства можно получить по праву рождения от родителей — граждан разных государств, а также по «праву почвы» (Jus soli), то есть по факту рождения в определённой стране. Это право действует в небольшом количестве стран — Аргентина, Барбадос, Бразилия, Канада, Колумбия, Ямайка, Мексика, Пакистан, Перу, США, Уругвай, Турция, Молдова. Кроме того, можно приобрести гражданство в ходе натурализации, на основе заявления. Также приобрести второе гражданство можно по программам получения гражданства через инвестиции, которые работают во многих странах Европы и Карибского бассейна (Сент-Китс и Невис, Антигуа и Барбуда, Сент-Люсия, Гренада, Доминика).
При возвращении гражданства Литвы лица, лишившиеся литовского гражданства в возрасте до 18 лет, не обязаны отказываться от другого гражданства. Вместо этого они должны написать заявление, в котором указывают, что выбирают гражданство Литовской Республики, и это заявление Департамент миграции отправляет «в соответствующий орган иностранного государства» (например, посольство).
Многие государства, в частности, например, Германия, требуют от гражданина другого государства, желающего принять их гражданство путём натурализации в общем порядке, отказаться от прежнего гражданства (В Германии с 2024 года действует закон, позволяющий гражданам получать двойное гражданство) (имеются исключения). У Норвегии было такое требование до 2020 года, теперь же отказываться от предыдущих гражданств при натурализации не требуется.
Многие государства (Турция, Италия, Израиль), в случае получения гражданства в рамках «Закона о возвращении» и других случаях, не требуют отказа от прежнего гражданства, если только такой отказ не является обязательным согласно законодательству страны происхождения лица, запросившего иностранное гражданство.